# Silvio Tanzi
Silvio Tanzi (Sassello, 1879 – Milano, 29 novembre 1909) è stato un compositore e critico musicale italiano.

## Biografia
Figlio dell'avvocato socialista triestino Carlo Tanzi (amico di Filippo Turati e fratello dello scienziato Eugenio Tanzi) e della moglie Giuseppina "Pina" Biraghi, era fratello minore di Lidia Tanzi, futura madre di Natalia Levi, scrittrice italiana meglio nota come Natalia Ginzburg, e maggiore di Drusilla Tanzi, compagna e poi moglie e musa di Eugenio Montale. Musicò alcune poesie di Paul Verlaine e di Gabriele d'Annunzio. Come critico musicale collaborò a Il Nuovo Giornale di Firenze e a Il Secolo di Milano. Alcuni articoli di Silvio Tanzi sono apparsi sulla Rivista Teatrale Italiana, sul settimanale Il Marzocco e sulla rivista La Lettura, mensile illustrato del Corriere della Sera. 
Si uccise il 29 settembre 1909 a trent'anni sparandosi un colpo di pistola alla tempia nei giardini pubblici di Milano. Fra le composizioni lasciate incompiute figura l'opera Peer Gynt, tratta dall'omonimo dramma del drammaturgo norvegese Henrik Ibsen.
Come molti dei collaboratori de Il Nuovo Giornale di Firenze, Silvio Tanzi aveva fatto parte della massoneria, membro di una loggia del Grande Oriente d'Italia.
Le sue ceneri sono sepolte in una celletta nel Tempio Crematorio del Cimitero Monumentale di Milano, non lontane da quelle del padre.

## Ricordi postumi
Silvio Tanzi nel 1914 viene ricordato da Luigi Parigi, ideatore e direttore della rivista La critica musicale, come uno tra i più promettenti critici musicali del suo tempo.
Natalia Ginzburg nel romanzo autobiografico Lessico famigliare (1963) evoca la figura dello zio attraverso i ricordi della madre: «Sapeva suonare poco e male e mormorava le sue arie accompagnandosi al pianoforte con un dito solo; e intanto mia madre diceva a mio padre: - senti ti, stupida, senti com'è bello -. Benché suonasse così male, e cantasse con un filo di voce, era però bellissimo sentirlo, diceva mia madre».

## Nella poesia di Eugenio Montale
Eugenio Montale ricorda il fratello della moglie nella poesia Tuo fratello morì giovane; tu eri, tredicesimo testo del primo libro degli Xenia:
Gli spartiti delle composizioni musicali di Silvio Tanzi vengono ricordati da Eugenio Montale tra gli oggetti andati perduti durante l'alluvione di Firenze del 4 novembre 1966, nella lirica L'alluvione ha sommerso i pack dei mobili, ultima poesia del secondo libro degli Xenia, pubblicato con il primo nella raccolta poetica Satura, mentre il necrologio viene menzionato tra le cianfrusaglie conservate dal poeta «capaci di preservare il soggetto dall'inconsistenza del suo esistere», nella lirica I nascondigli, pubblicata nella raccolta poetica Diario del ’71 e del ’72.